# Тувалу на Летњим олимпијским играма 2012.
Океанска острвска земља Тувалу се такмичила на Летњим олимпијским играма 2012. у Лондону, од 27. јула до 12. августа 2012. То је био друго узастопно учешће откако је 2007. године примљена у МОК.
Тувалу је на Олимпијским играма у Лондону учествовала са 3 три такмичара (1 жена и 2 мушкарца) у 2 појединачна спорта.Сви представници су за учешће добили специјалне позивнице.
Заставу Тувалуа на свечаној церемонији отварања 27. јула, носио је дизач тегова Туау Лапуа Лапуа. 
Тувалу је остао у групи земаља које до сада нису освајале олимпијске медаље.

## Учесници по спортовима
| Спорт         | Мушкарци | Жене | Укупно |
| ------------- | -------- | ---- | ------ |
| Атлетика      | 1        | 1    | 2      |
| Дизање тегова | 1        | 0    | 1      |
| Укупно (2)    | 2        | 1    | 3      |

| Спорт    | Дисциплина | Муш. /Жене | Резултат | Спортиста     |
| -------- | ---------- | ---------- | -------- | ------------- |
| Атлетика | 100 м      | Ж          | 13,48    | Асенате Маноа |

## Резултати по спортовима

### Атлетика
Мушкарци
| Атлетичар Лични рекорд | Дисциплина | Квалификације | Квалификације | Групе            | Групе            | Полуфинале       | Полуфинале       | Финале           | Финале  | Детаљи |
| Атлетичар Лични рекорд | Дисциплина | Резултат      | Пласман       | Резултат         | Пласман          | Резултат         | Пласман          | Резултат         | Пласман | Детаљи |
| ---------------------- | ---------- | ------------- | ------------- | ---------------- | ---------------- | ---------------- | ---------------- | ---------------- | ------- | ------ |
| Тававеле Ноа           | 100 м      | 11,55         | 6 у гр 2      | Није се пласирао | Није се пласирао | Није се пласирао | Није се пласирао | Није се пласирао | 72/75   | ,      |

Жене
| Атлетичар Лични рекорд | Дисциплина | Квалификације | Квалификације | Групе             | Групе             | Полуфинале        | Полуфинале        | Финале            | Финале  | Детаљи |
| Атлетичар Лични рекорд | Дисциплина | Резултат      | Пласман       | Резултат          | Пласман           | Резултат          | Пласман           | Резултат          | Пласман | Детаљи |
| ---------------------- | ---------- | ------------- | ------------- | ----------------- | ----------------- | ----------------- | ----------------- | ----------------- | ------- | ------ |
| Асенате Маноа 13,72    | 100 м      | 13,48 НР      | 7 у гр. 2     | Није се пласирала | Није се пласирала | Није се пласирала | Није се пласирала | Није се пласирала | 73 / 79 | ,      |

### Дизање тегова
Мушкарци
| Текмичар         | Дисциплина | Трзај    | Трзај   | Избачај  | Избачај | Укупно | Пласман | Детаљи         |
| Текмичар         | Дисциплина | Резултат | Пласман | Резултат | Пласман | Укупно | Пласман | Детаљи         |
| ---------------- | ---------- | -------- | ------- | -------- | ------- | ------ | ------- | -------------- |
| Туау Лапуа Лапуа | -62 кг     | 108      | 13      | 135      | 12      | 243    | 12/15   | [ мртва веза ] |